# Правительство Примакова
Правительство Российской Федерации под председательством Евгения Максимовича Примакова (также известно, как Правительство Примакова—Маслюкова—Геращенко) — коалиционное правительство РФ, функционировавшее в период с 11 сентября 1998 года по 12 мая 1999 года. Образовано с целью преодоления острого экономического кризиса в стране и смягчения противостояния между действующим Президентом страны Борисом Ельциным и оппозиционной ему Государственной думой II созыва, наотрез отказывавшейся утверждать Председателем Правительства выдвинутую Ельциным кандидатуру Виктора Черномырдина.
Единственное (по состоянию на 2024 год) Правительство Российской Федерации, в котором была представлена КПРФ, имевшая 2 министерских портфеля. Член Центрального комитета компартии Юрий Маслюков занял пост первого вице-премьера, позиционировав решительные меры по стабилизации экономики.
Есть мнение, что принятые кабинетом Примакова экстренные меры позволили остановить дальнейшее развитие экономического кризиса и начать восстановление российской экономики, заложив основу для будущего её роста в 2000-е годы. Также существует мнение, что за рост экономики в 2000-е годы следует благодарить правительство Гайдара, которое создало институты рыночной экономики, и реформы Немцова и Чубайса в правительстве Черномырдина, учитывая тот факт, что Егор Гайдар был привлекаем новой властью ко всем экономическим реформам вплоть до своей смерти.
По данным Госкомстата, в период с октября 1998 г. по март 1999 г. рост промышленного производства составил 23,8%, инфляция снизилась с 38% до 3%. Однако растущая популярность премьера и опасения Ельцина относительно возможного политического союза Примакова с КПРФ привели к досрочному роспуску правительства. Исполняющим обязанности Председателя Правительства был назначен министр внутренних дел Сергей Степашин, которому Ельцин впоследствии поручит формирование нового кабинета.
Структура Правительства была утверждена 22 сентября 1998 года. Список министерств, действовавших в 1998—1999 годах, см. в статье Структура федеральных органов исполнительной власти России (1994—2000).
Перед утверждением своей кандидатуры на посту председателя правительства Академик АН СССР, доктор экономических наук Евгений Максимович Примаков выступил в Государственной Думе, которая решала, будет ли он новым председателем правительства.
Он в нескольких предложениях охарактеризовал свое видение того, как развиваться России дальше:
– продолжение движения к рыночным отношениям, но отказ от иллюзорных представлений о том, что главное – «броситься» в эти отношения, а рынок, дескать, сам все организует;
– усиление государственного регулирования с целью поднять промышленность и сельское хозяйство, защитить отечественного производителя;
– социальная ориентация экономики;
– создание надёжных гарантий против того, чтобы группа лиц могла наживаться, присваивая бюджетные средства за счет жульнических операций с приватизацией, банкротством предприятий.
За короткий срок правительству Примакова удалось вдвое снизить государственные расходы и бюджетный дефицит. Была ликвидирована задолженность правительства по зарплате бюджетникам и выплате пенсий пенсионерам.
По наблюдениям экономиста Егора Гайдара, за месяцы работы примаковского правительства «доля бедных в России почти удвоилась, а доходы бюджетников и пенсионеров в реальном исчислении сократилась примерно вдвое». Депутатами от партии «Яблоко» отмечался высокий уровень коррумпированности правительства. Позже о правительстве также отзывались как о самом коррумпированном среди всех ельцинских правительств.

## Назначение Евгения Примакова
Перед внесением кандидатуры Е. М. Примакова парламент дважды отказался утверждать возвращение В. С. Черномырдина на пост Главы правительства.
| Фракция                           | Депутаты | За | Против | Воздержались | Не голосовали | Вакантные места |
| --------------------------------- | -------- | -- | ------ | ------------ | ------------- | --------------- |
| КПРФ                              | 131      | 0  | 122    | 0            | 9             |                 |
| «Наш дом — Россия»                | 67       | 63 | 1      | 0            | 3             |                 |
| ЛДПР                              | 50       | 0  | 1      | 0            | 49            |                 |
| «Народовластие»                   | 45       | 2  | 30     | 0            | 13            |                 |
| «Яблоко»                          | 44       | 0  | 42     | 0            | 2             |                 |
| «Российские регионы»              | 44       | 24 | 11     | 0            | 9             |                 |
| Аграрная депутатская группа       | 36       | 1  | 34     | 0            | 1             |                 |
| Независимые депутаты              | 27       | 4  | 10     | 0            | 13            |                 |
| Общий результат                   | 444      | 94 | 251    | 0            | 105           | 6               |
| Справка о результатах голосования |          |    |        |              |               |                 |

Будучи членом партии, лидером которой был Виктор Черномырдин, депутат А. В. Аринин голосовал против его назначения, после чего был исключён из фракции. Из независимых, среди прочих, «за» был сподвижник В. И. Новодворской К. Н. Боровой, «против» — бывший начальник охраны Президента Ельцина А. В. Коржаков, тележурналист А. Г. Невзоров и правые либералы из «Демократического выбора России» В. В. Похмелкин, Ю. А. Рыбаков и С. Н. Юшенков.
| Фракция                           | Депутаты | За  | Против | Воздержались | Не голосовали | Вакантные места |
| --------------------------------- | -------- | --- | ------ | ------------ | ------------- | --------------- |
| КПРФ                              | 131      | 2   | 127    | 0            | 2             |                 |
| «Наш дом — Россия»                | 66       | 64  | 0      | 0            | 2             |                 |
| ЛДПР                              | 50       | 48  | 0      | 0            | 2             |                 |
| «Народовластие»                   | 45       | 2   | 41     | 0            | 2             |                 |
| «Яблоко»                          | 44       | 0   | 43     | 0            | 1             |                 |
| «Российские регионы»              | 43       | 14  | 12     | 0            | 17            |                 |
| Аграрная депутатская группа       | 36       | 1   | 33     | 0            | 2             |                 |
| Независимые депутаты              | 28       | 7   | 17     | 1            | 3             |                 |
| Общий результат                   | 443      | 138 | 273    | 1            | 38            | 7               |
| Справка о результатах голосования |          |     |        |              |               |                 |

Среди членов КПРФ «за» стали Р. Г. Гостев и В. В. Семаго. Из независимых к протестующим присоединились близкий к Б. Н. Ельцину Г. Э. Бурбулис, правозащитник С. А. Ковалёв и певец И. Д. Кобзон, «за» проголосовала Г. В. Старовойтова, единственный воздержавшийся — бывший министр иностранных дел А. В. Козырев.
| Фракция                           | Депутаты | За  | Против | Воздержались | Не голосовали | Вакантные места |
| --------------------------------- | -------- | --- | ------ | ------------ | ------------- | --------------- |
| КПРФ                              | 131      | 121 | 1      | 2            | 7             |                 |
| «Наш дом — Россия»                | 66       | 32  | 1      | 5            | 28            |                 |
| ЛДПР                              | 50       | 0   | 49     | 1            | 0             |                 |
| «Народовластие»                   | 45       | 36  | 3      | 2            | 4             |                 |
| «Яблоко»                          | 44       | 43  | 0      | 0            | 1             |                 |
| «Российские регионы»              | 43       | 34  | 1      | 3            | 5             |                 |
| Аграрная депутатская группа       | 36       | 36  | 0      | 0            | 0             |                 |
| Независимые депутаты              | 28       | 13  | 8      | 2            | 5             |                 |
| Общий результат                   | 443      | 315 | 63     | 15           | 50            | 7               |
| Справка о результатах голосования |          |     |        |              |               |                 |

Единственный, кто проголосовал «против» из фракции КПРФ — В. П. Громов, из НДР — Г. М. Ойнвид, также «против» голосовали представители либеральных сил, связанные с партией «Демократический выбор России», — К. Н. Боровой, Э. А. Воробьёв, А. В. Козырев, С. А. Ковалёв, В. В. Похмелкин, Ю. А. Рыбаков, Г. В. Старовойтова и С. Н. Юшенков. Единственный воздержавшийся из фракции ЛДПР — А. Д. Венгеровский.

## Новые Министерства
- Министерство Российской Федерации по антимонопольной политике и поддержке предпринимательства (образовано при упразднении Государственного антимонопольного комитета, Государственного комитета по поддержке и развитию малого предпринимательства, Федеральной службы по регулированию естественных монополий в области связи и Федеральной службы по регулированию естественных монополий на транспорте)
- Министерство национальной политики Российской Федерации (преобразовано из Министерства региональной и национальной политики Российской Федерации при его разделении)
- Министерство региональной политики Российской Федерации (образовано при разделении Министерства региональной и национальной политики Российской Федерации в результате его реорганизации с Государственным комитетом по вопросам развития Севера)
- Министерство Российской Федерации по делам Содружества Независимых Государств
- Министерство торговли Российской Федерации (образовано путём передачи части функций упраздняемого Министерства промышленности и торговли Российской Федерации)
- Функции Министерства Российской Федерации по земельной политике, строительству и жилищно-коммунальному хозяйству распределены между Государственным земельным комитетом и Государственным комитетом по строительной, архитектурной и жилищной политике
- Министерство Российской Федерации по налогам и сборам (преобразовано из Государственной налоговой службы[21])

## Члены Правительства
Наименования должностей членов Правительства приводятся так, как они официально именовались.
Курсивом выделены должности членов предыдущего Кабинета министров, продолжавших исполнять свои обязанности в новом составе Правительства Российской Федерации.
| Должность | Министр                                                          | Партия | Партия                 |
| --- | ---------------------------------------------------------------- | ------ | ---------------------- |
| Председатель Правительства Российской Федерации                                                                                    | Примаков Евгений Максимович (11 сентября 1998 — 12 мая 1999)     |        | Беспартийный           |
| Председатель Правительства Российской Федерации                                                                                    | Степашин Сергей Вадимович (и.о.) (с 12 мая 1999)                 |        | Беспартийный           |
| Первый заместитель Председателя Правительства Российской Федерации                                                                 | Маслюков Юрий Дмитриевич                                         |        | КПРФ                   |
| Первый заместитель Председателя Правительства Российской Федерации                                                                 | Густов Вадим Анатольевич (18 сентября 1998 — 27 апреля 1999)     |        | «Наш дом — Россия»     |
| Первый заместитель Председателя Правительства Российской Федерации                                                                 | Степашин Сергей Вадимович (c 27 апреля 1999)                     |        | Беспартийный           |
| Первый заместитель Председателя Правительства Российской Федерации                                                                 | Аксёненко Николай Емельянович (c 12 мая 1999)                    |        | Беспартийный           |
| Заместитель Председателя Правительства Российской Федерации                                                                        | Булгак Владимир Борисович (с 16 сентября 1998)                   |        | «Наш дом — Россия»     |
| Заместитель Председателя Правительства Российской Федерации                                                                        | Кулик Геннадий Васильевич (с 21 сентября 1998)                   |        | Аграрная партия России |
| Заместитель Председателя Правительства Российской Федерации                                                                        | Матвиенко Валентина Ивановна (с 24 сентября 1998)                |        | Беспартийная           |
| Заместитель Председателя Правительства Российской Федерации — Руководитель Государственной налоговой службы Российской Федерации   | Фёдоров Борис Григорьевич (до 28 сентября 1998)                  |        | «Вперёд, Россия!»      |
| Заместитель Председателя Правительства Российской Федерации                                                                        | Христенко Виктор Борисович (до 28 сентября 1998)                 |        | «Наш дом — Россия»     |
| Заместитель Председателя Правительства Российской Федерации                                                                        | Шохин Александр Николаевич (16 сентября 1998 — 30 сентября 1998) |        | «Наш дом — Россия»     |
| Руководитель Аппарата Правительства Российской Федерации — Министр Российской Федерации                                            | Зубаков Юрий Антонович (c 14 сентября 1998)                      |        | Беспартийный           |
| Министерство иностранных дел Российской Федерации                                                                                  | Иванов Игорь Сергеевич                                           |        | Беспартийный           |
| Министерство обороны Российской Федерации                                                                                          | Сергеев Игорь Дмитриевич                                         |        | Беспартийный           |
| Министерство внутренних дел Российской Федерации                                                                                   | Степашин Сергей Вадимович                                        |        | Беспартийный           |
| Министерство Российской Федерации по делам гражданской обороны, чрезвычайным ситуациям и ликвидации последствий стихийных бедствий | Шойгу Сергей Кужугетович                                         |        | Беспартийный           |
| Министерство Российской Федерации по антимонопольной политике и поддержке предпринимательства                                      | Ходырев Геннадий Максимович (c 28 октября 1998)                  |        | КПРФ                   |
| Министерство экономики Российской Федерации                                                                                        | Шаповальянц Андрей Георгиевич                                    |        | Беспартийный           |
| Министерство юстиции Российской Федерации                                                                                          | Крашенинников Павел Владимирович                                 |        | Беспартийный           |
| Министерство Российской Федерации по делам Содружества Независимых Государств                                                      | Пастухов Борис Николаевич                                        |        | Беспартийный           |
| Министерство путей сообщения Российской Федерации                                                                                  | Аксёненко Николай Емельянович                                    |        | Беспартийный           |
| Министерство науки и технологий Российской Федерации                                                                               | Кирпичников Михаил Петрович                                      |        | Беспартийный           |
| Министерство торговли Российской Федерации                                                                                         | Габуния Георгий Валерьевич                                       |        | Беспартийный           |
| Министерство транспорта Российской Федерации                                                                                       | Франк Сергей Оттович                                             |        | Беспартийный           |
| Министерство топлива и энергетики Российской Федерации                                                                             | Генералов Сергей Владимирович                                    |        | Беспартийный           |
| Министерство национальной политики Российской Федерации                                                                            | Абдулатипов Рамазан Гаджимурадович                               |        | ПРЕС                   |
| Министерство финансов Российской Федерации                                                                                         | Задорнов Михаил Михайлович                                       |        | «Яблоко»               |
| Министерство государственного имущества Российской Федерации                                                                       | Газизуллин Фарит Рафикович (c 28 сентября 1998)                  |        | Беспартийный           |
| Министерство сельского хозяйства и продовольствия Российской Федерации                                                             | Семёнов Виктор Александрович                                     |        | Аграрная партия России |
| Министерство региональной политики Российской Федерации                                                                            | Кирпичников Валерий Александрович                                |        | ПРЕС                   |
| Министерство здравоохранения Российской Федерации                                                                                  | Стародубов Владимир Иванович                                     |        | Беспартийный           |
| Министерство общего и профессионального образования Российской Федерации                                                           | Филиппов Владимир Михайлович                                     |        | Беспартийный           |
| Министерство труда и социального развития Российской Федерации                                                                     | Калашников Сергей Вячеславович                                   |        | ЛДПР                   |
| Министерство культуры Российской Федерации                                                                                         | Егоров Владимир Константинович                                   |        | Беспартийный           |
| Министерство Российской Федерации по атомной энергии                                                                               | Адамов Евгений Олегович                                          |        | Беспартийный           |
| Министерство природных ресурсов Российской Федерации                                                                               | Орлов Виктор Петрович (c 6 октября 1998)                         |        | Беспартийный           |
| Министерство Российской Федерации по налогам и сборам                                                                              | Боос Георгий Валентинович (c 23 декабря 1998)                    |        | «Наш дом — Россия»     |